# Ayuntamiento de Valladolid
El Ayuntamiento de Valladolid es la institución que se encarga del gobierno de la ciudad y el municipio de Valladolid (España). Está presidido por el alcalde de Valladolid, que tras las elecciones municipales de 2023 es Jesús Julio Carnero García, del Partido Popular.
Su sede está emplazada en la casa consistorial de Valladolid ubicada en la plaza Mayor de la capital vallisoletana.

## Historia
Cuando el conde Ansúrez llegó como señor y gobernador de la villa ya existían dos parroquias, un recinto defensivo insignificante y una cerca. Existía también como organización ciudadana un concilium o concejo, reunión del pueblo representado por los más notables. Las dos parroquias eran la de San Miguel y la de San Julián, ambas con su respectivo caserío formando parroquias o collaciones. La cerca debió ser de poca altura, más bien una empalizada. El concilium que ya encontró establecido el conde Ansúrez y al que se dirige en la carta dotacional y en otros documentos, fue el germen de lo que más tarde se llamó concejo, Concejo y finalmente Comunidad.
Cuando, en 1072, Alfonso VI encomendó al conde Pedro Ansúrez y a su esposa doña Eylo Alfonso la repoblación de Valladolid, el aumento demográfico y la aparición de un incipiente sector mercantil predispusieron a la aparición del Concejo de Valladolid, como forma de gobierno local, a cuyo frente se encontraba el dominus. El primer documento que cita este concejo data del año 1095. Paulatinamente, las atribuciones del concejo fueron aumentando hasta que a mediados del siglo XII, al frente de la villa se encontraba un juez nombrado por el rey, lo que concedía independencia judicial a la institución.
Las primeras reuniones del concejo se celebraron en locales ajenos o en el claustro de la colegiata de Santa María, hasta el año 1338, cuando se construyeron unas casas propias en la antigua plaza de Santa María (hoy plaza de la Universidad). Simultáneamente, existió otra casa consistorial, situada en la plaza Mayor, en unos terrenos cedidos por el desaparecido Convento de San Francisco, situados en la acera sur de la plaza.
En el siglo XIII, a cargo del concillium vallisoleti se hallaban cuatro alcaldes y un meri merino; estaba sometido a una importante intervención real e integrado por escribanos, jurados, encargados del sello, montaneros, defeseros etc. A mediados de siglo, Alfonso X el Sabio, estableció un régimen de exclusividad para acceder a los cargos municipales. Solamente los pertenecientes a la caballería podían participar en el llamado regimiento o concejo cerrado en oposición a la asamblea de vecinos representada por el concejo abierto. Esta decisión provocó un gran malestar entre los vecinos de la villa.

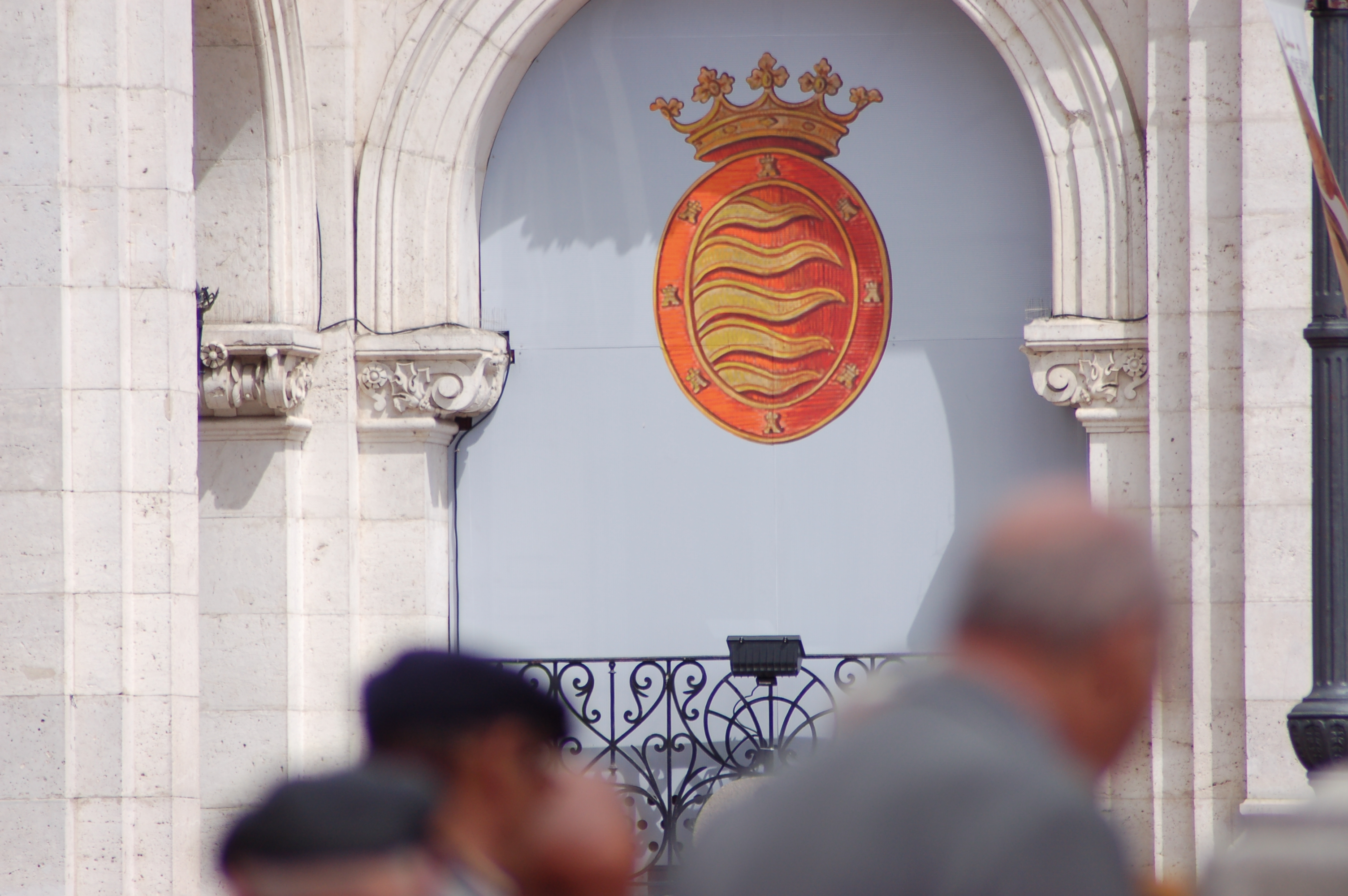
Antiguo escudo de Valladolid empleado durante los siglos y, hasta 1939.

En el siglo XIV, el concejo estaba integrado por dos alcaldes, un merino, dieciséis regidores (concejales) con carácter vitalicio y dos escribanos. Hasta finales de siglo, los cargos seguían siendo ocupados por caballeros. Con los Reyes Católicos, apareció la figura del corregidor en las ciudades.
Hasta el siglo XIX no hubo cambios importantes; la Constitución de 1812 contemplaba la supresión de los oficios vitalicios en los ayuntamientos y el establecimiento de un sistema indirecto de elección de cargos municipales entre los vecinos mayores de 25 años y más de cinco años de vecindad en Valladolid.
Entre 1902 y 1923, gobernaron Valladolid 21 alcaldes, de los cuales la mayoría fueron de filiación albista. En esta época proliferaron las vinculaciones de los servicios públicos y las contrataciones a empresas próximas al poder de los brugal. En estos años se municipalizó además, el impuesto sobre el consumo y las personas encargadas de su recaudación e inspección se integraron a la plantilla municipal.
A partir de 1923, y con la aprobación del Estatuto Municipal en 1924, durante la dictadura de Primo de Rivera, se inició la cualificación y profesionalización de la de la plantilla municipal. Con la llegada de la Segunda República y la promulgación de una nueva Ley Municipal en 1935, Valladolid tuvo por primera vez en su historia alcaldes elegidos de forma democrática; estos fueron los socialistas Antonio García Quintana y Federico Landrove Moiño.

### Guerra civil y franquismo

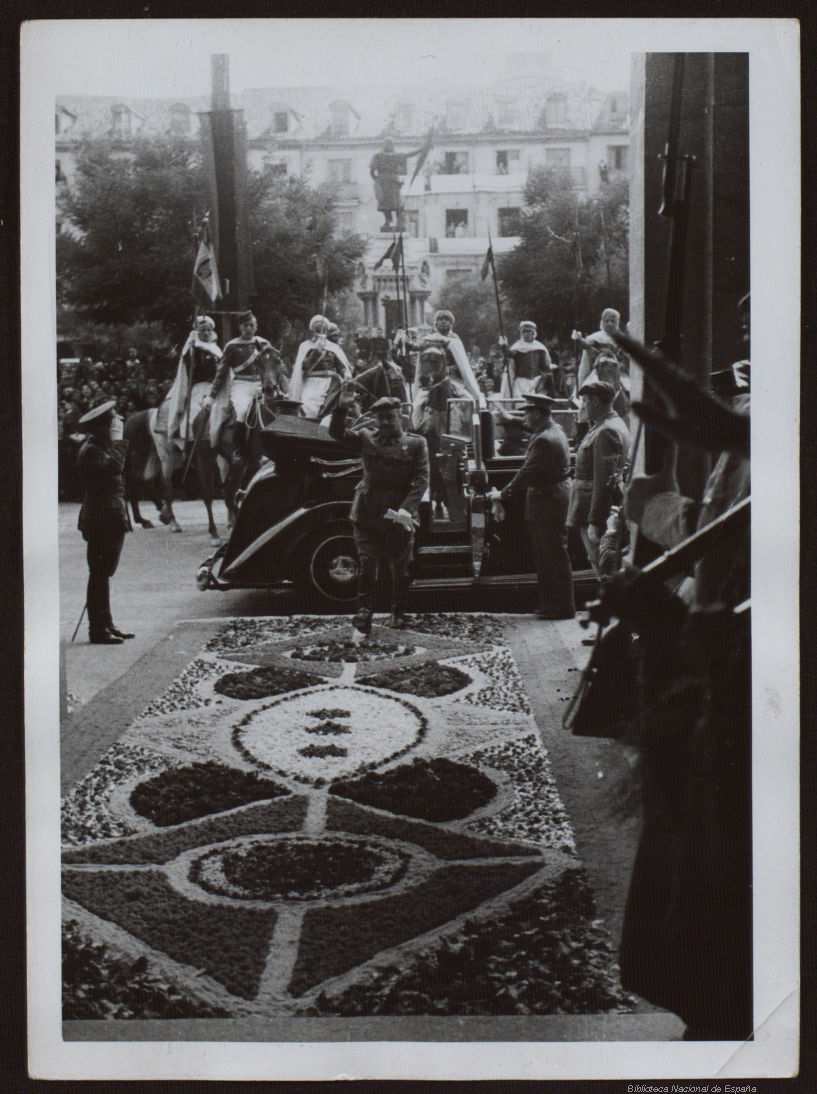
El generalísimo Franco a su llegada al Ayuntamiento para inaugurar la Exposición Nacional de la Vivienda el 24 de septiembre de 1939, recién instaurada la dictadura en España.

El estallido de la guerra civil, supuso la paralización de obras, servicios públicos y cualquier actividad municipal. La plantilla municipal fue desintegrada y muchos de sus componentes fueron detenidos y asesinados.
Durante el franquismo, se produjo un gran aumento demográfico, que no se vio acompañado de un aumento de los servicios municipales debido a las dificultades económicas que sufrió el Ayuntamiento como consecuencia de la falta de las políticas aplicadas, la falta de autonomía y las normas urbanísticas aprobadas.

### Democracia

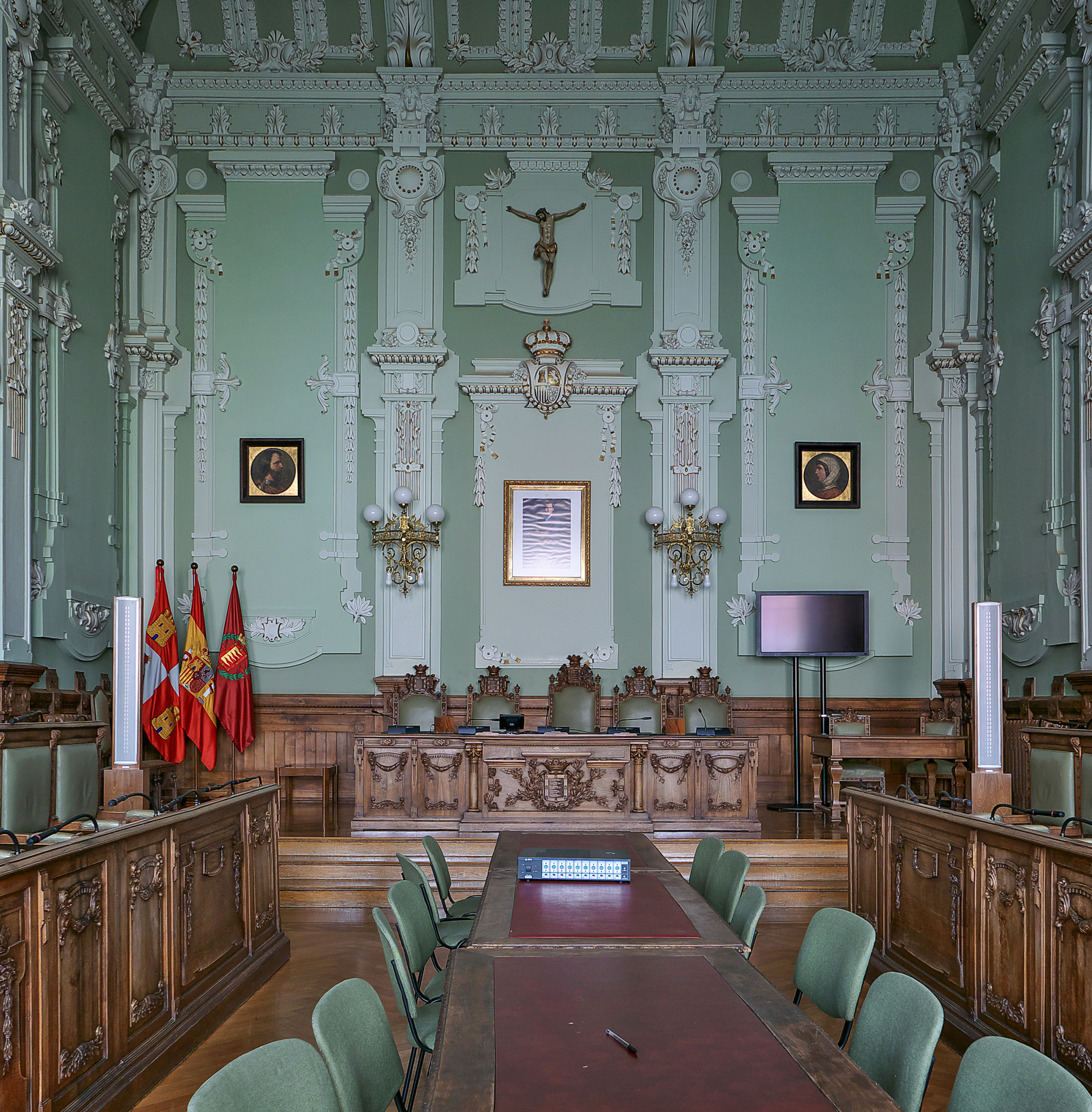
Salón de Plenos del Ayuntamiento.

Con la llegada de la democracia, los vallisoletanos pudieron elegir a sus alcaldes de forma democrática cada cuatro años, mediante sufragio universal, por los mayores de 18 años. Tras la aprobación de la Constitución de 1978, el Ayuntamiento estuvo presidido por el Partido Socialista Obrero Español, con Tomás Rodríguez Bolaños al frente hasta el año 1995, año en el que asumió la alcaldía Francisco Javier León de la Riva, del Partido Popular hasta 2015 cuando volvió a tomar el mando el Partido Socialista Obrero Español de la mano de Óscar Puente Santiago hasta 2023 cuando el Partido Popular recuperó la alcaldía de la mano de Jesús Julio Carnero García.
- Legislaturas 1979 a 1995
- Legislaturas 1995 a 2003
- Legislaturas 2003 a 2011
- Legislaturas 2015 a 2023
- Legislaturas 2023 a 2027

## Órgano del gobierno

### Pleno del Ayuntamiento de Valladolid

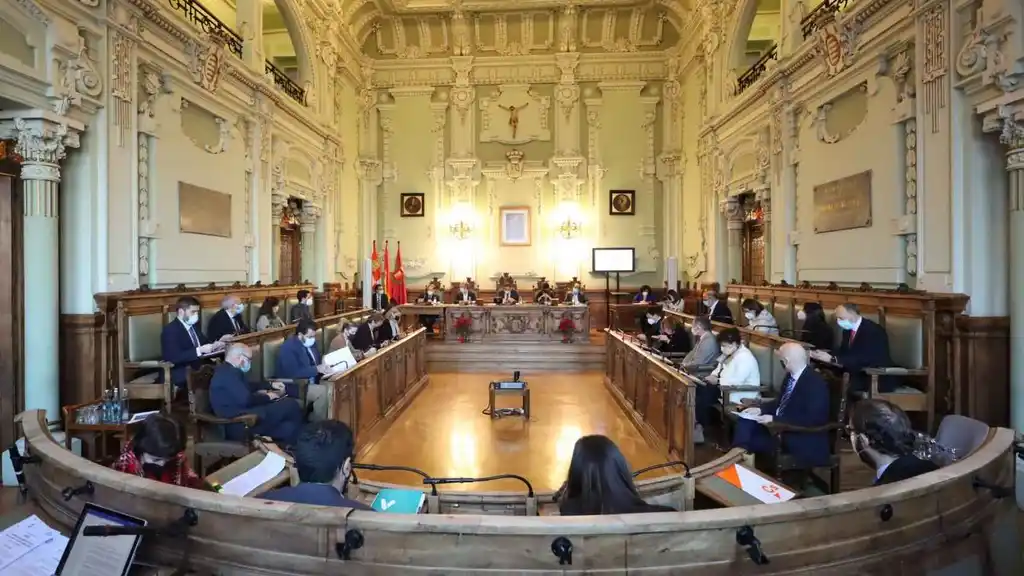
Pleno del Ayuntamiento.

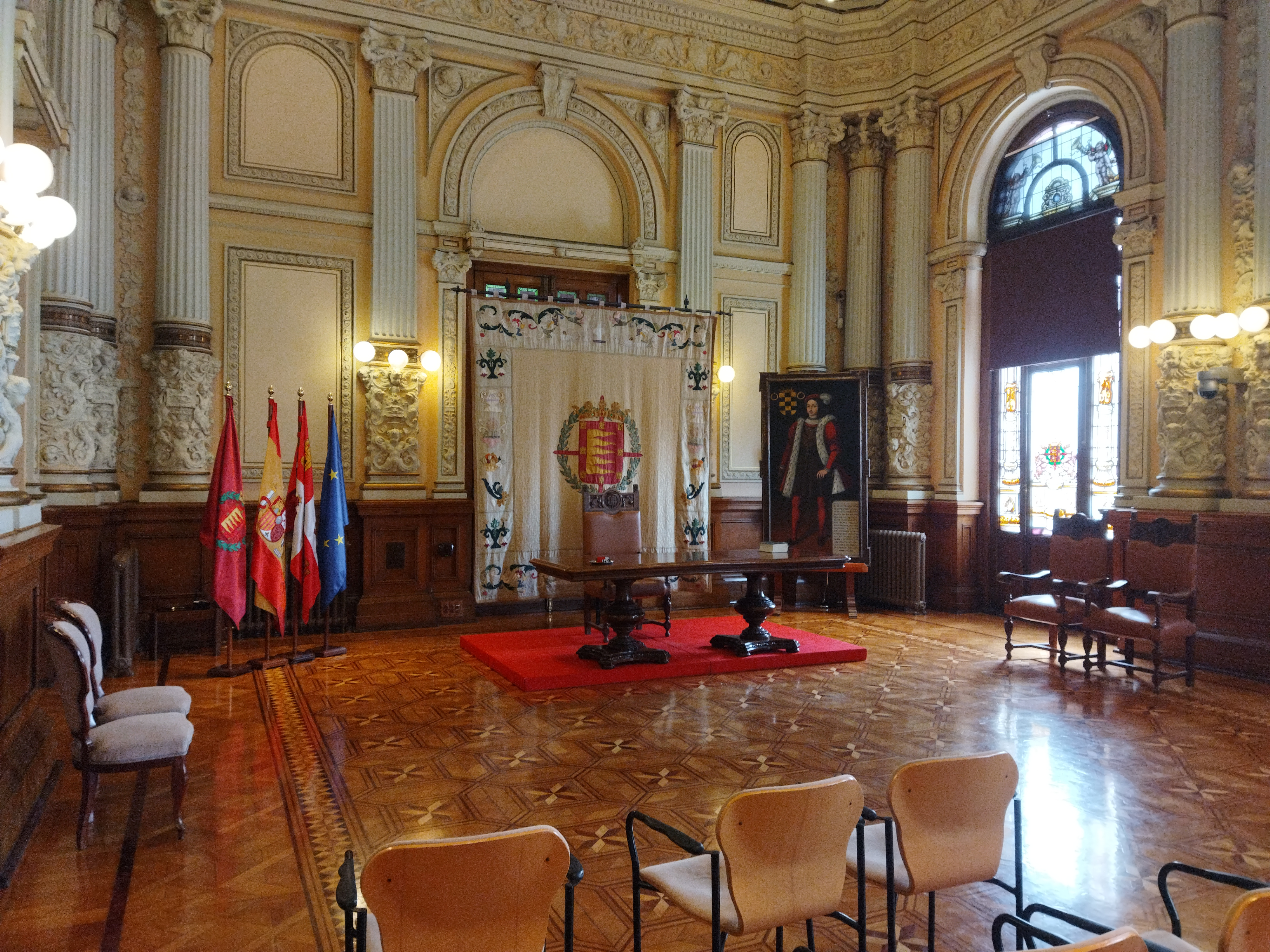
Salón de actos.

El Pleno es el órgano máximo de representación política de los ciudadanos en el gobierno municipal, tiene como primera atribución la de ejercer el control y fiscalización de los órganos de gobierno. Está constituido por el alcalde y los concejales. tiene como competencias:
- La adopción de los acuerdos correspondientes a aquellas materias que el Pleno les delegue, de acuerdo con lo dispuesto en las leyes y en el artículo 43 de este Reglamento.
- El estudio, informe o consulta de los asuntos que hayan de ser sometidos a la decisión del Pleno.
- El seguimiento de la gestión del alcalde y de su equipo de gobierno, sin perjuicio del superior control y fiscalización que, con carácter general corresponde al pleno.

El pleno está integrado por todos los concejales que resultan elegidos, y es presidido por el alcalde, también lo integran el Secretario General y el interventor, o aquellas personas en quien deleguen, como funcionarios asesores del mismo.
| Nombre                        | Cargo                                             | Partido político | Profesión |
| ----------------------------- | ------------------------------------------------- | ---------------- | --------- |
| Jesús Julio Carnero           | Alcalde                                           | Partido Popular  | Político  |
| Irene Carvajal                | Educación y Cultura                               | Vox              |           |
| Víctor Martín Meléndez        | Comercio, Mercados y Consumo                      | Vox              |           |
| Alberto Cuadrado Toquero      | Salud Pública y Seguridad Ciudadana               | Vox              |           |
| Francisco Blanco Alonso       | Hacienda, Personal y Modernización Administrativa | Partido Popular  |           |
| Ignacio Zarandona Fernández   | Urbanismo y Vivienda                              | Partido Popular  |           |
| Alberto Gutiérrez Alberca     | Tráfico y Movilidad                               | Partido Popular  |           |
| Alejandro García Pellitero    | Medio Ambiente                                    | Partido Popular  |           |
| Blanca Jiménez Cuadrillero    | Turismo, Eventos y Marca Ciudad y Portavoz        | Partido Popular  |           |
| Rodrigo Nieto García          | Personas Mayores, Familia y Servicios Sociales    | Partido Popular  |           |
| María Teresa Martínez Jiménez | Participación Ciudadana y Deportes                | Partido Popular  |           |

## Alcaldes
| Periodo   | Nombre                                                                             | Partido                                  |
| --------- | ---------------------------------------------------------------------------------- | ---------------------------------------- |
| 1979-1983 | Tomás Rodríguez Bolaños                                                            | Partido Socialista Obrero Español (PSOE) |
| 1983-1987 | Tomás Rodríguez Bolaños                                                            | Partido Socialista Obrero Español (PSOE) |
| 1987-1991 | Tomás Rodríguez Bolaños                                                            | Partido Socialista Obrero Español (PSOE) |
| 1991-1995 | Tomás Rodríguez Bolaños                                                            | Partido Socialista Obrero Español (PSOE) |
| 1995-1999 | Francisco Javier León de la Riva                                                   | Partido Popular (PP)                     |
| 1999-2003 | Francisco Javier León de la Riva                                                   | Partido Popular (PP)                     |
| 2003-2007 | Francisco Javier León de la Riva                                                   | Partido Popular (PP)                     |
| 2007-2011 | Francisco Javier León de la Riva                                                   | Partido Popular (PP)                     |
| 2011-2015 | Francisco Javier León de la Riva (2011-2015) Mercedes Cantalapiedra Álvarez (2015) | Partido Popular (PP)                     |
| 2015-2019 | Óscar Puente Santiago                                                              | Partido Socialista Obrero Español (PSOE) |
| 2019-2023 | Óscar Puente Santiago                                                              | Partido Socialista Obrero Español (PSOE) |
| 2023-act. | Jesús Julio Carnero García                                                         | Partido Popular (PP)                     |

## División administrativa
Valladolid está dividida administrativamente en doce distritos censales, que no tienen nada que ver con los barrios:
- Las Delicias
- Pajarillos
- Las Flores
- San Isidro
- Buenos Aires
- Los Vadillos
- La Circular
- San Juan
- La Victoria
- Feria de Muestras
- Girón
- Parquesol
- Huerta del Rey
- Arturo Eyríes
- La Overuela
- Fuente Berrocal
- San Nicolás
- La Rondilla
- Santa Clara
- XXV Años de Paz
- Barrio España
- San Pedro Regalado
- Barrio Belén
- La Pilarica
- Las Batallas
- Hospital
- Paseo Zorrilla-Campo Grande-Ribera de Curtidores
- Zona Sur-La Rubia-Arturo León
- San Adrián-Las Villas
- Parque Alameda
- Cañada de Puente Duero
- Covaresa
- Valparaíso
- Pinar de Antequera
- Puente Duero
- Arca Real
- Zona Centro-San Miguel
- San Andrés-Caño Argales
- La Antigua-Universidad
- Villa de Prado

## Pleno
| Partido político | Partido político                                                                         | 2023   | 2019   | 2015   | 2011   | 2007   | 2003   | 1999   | 1995   | 1991   | 1987   | 1983   | 1979   |
| Partido político | Partido político                                                                         | Ediles | Ediles | Ediles | Ediles | Ediles | Ediles | Ediles | Ediles | Ediles | Ediles | Ediles | Ediles |
|                  | Partido Socialista Obrero Español (PSOE)                                                 | 11     | 11     | 8      | 9      | 13     | 13     | 12     | 10     | 12     | 12     | 19     | 13     |
|                  | Partido Popular (PP)-Alianza Popular (AP)                                                | 11     | 9      | 12     | 17     | 15     | 15     | 15     | 15     | 13     | 9      | 9      | 1      |
|                  | Vox                                                                                      | 3      | 1      | 0      | –      | –      | –      | –      | –      | –      | –      | –      | –      |
|                  | Izquierda Unida (IU)-Valladolid Toma la Palabra (VTLP)-Partido Comunista de España (PCE) | 2      | 3      | 4      | 3      | 1      | 1      | 2      | 4      | 3      | 1      | 1      | 4      |
|                  | Ciudadanos (CS)                                                                          | 0      | 3      | 2      | –      | –      | –      | –      | –      | –      | –      | –      | –      |
|                  | Sí Se Puede Valladolid (SÍVA)                                                            | –      | –      | 3      | –      | –      | –      | –      | –      | –      | –      | –      | –      |
|                  | Centro Democrático y Social (CDS)-Unión de Centro Democrático (UCD)                      | –      | –      | –      | –      | –      | 0      | 0      | –      | 1      | 7      | 0      | 9      |
|                  | Independiente                                                                            | –      | –      | –      | –      | –      | –      | –      | –      | –      | –      | –      | 2      |

## Resultados electorales históricos
| Partido político                                                                         | 2023  | 2023   | 2023       | 2019  | 2019     | 2019       | 2015  | 2015     | 2015       | 2011  | 2011   | 2011       | 2007  | 2007   | 2007       | 2003  | 2003    | 2003       | 1999  | 1999    | 1999       | 1995  | 1995   | 1995       | 1991  | 1991   | 1991       | 1987  | 1987   | 1987       | 1983  | 1983   | 1983       | 1979  | 1979   | 1979       |
| Partido político                                                                         | %     | Votos  | Concejales | %     | Votos    | Concejales | %     | Votos    | Concejales | %     | Votos  | Concejales | %     | Votos  | Concejales | %     | Votos   | Concejales | %     | Votos   | Concejales | %     | Votos  | Concejales | %     | Votos  | Concejales | %     | Votos  | Concejales | %     | Votos  | Concejales | %     | Votos  | Concejales |
| Partido Socialista Obrero Español (PSOE)                                                 | 36,69 | 58 900 | 11         | 35,67 | 60 107   | 11         | 23,28 | 38 789   | 8          | 27,00 | 45 525 | 9          | 39,04 | 71 077 | 13         | 39,81 | 76 662  | 13         | 37,05 | 64 278  | 12         | 33,80 | 65 622 | 10         | 37,98 | 58 204 | 12         | 35,47 | 59 945 | 12         | 58,61 | 89 944 | 19         | 39,81 | 47 939 | 13         |
| Partido Popular (PP)-Alianza Popular (AP)                                                | 36,22 | 58 142 | 11         | 30,08 | 50 684   | 9          | 35,73 | 59 519   | 12         | 50,41 | 85 006 | 17         | 47,81 | 87 046 | 15         | 44,59 | 855 877 | 15         | 45,83 | 795 526 | 15         | 47,33 | 91 876 | 15         | 40,74 | 62 432 | 13         | 28,20 | 47 663 | 9          | 30,64 | 47 013 | 9          | 5,17  | 6221   | 1          |
| Vox                                                                                      | 11,67 | 18 738 | 3          | 6,34  | 10 695   | 1          | 1,07  | 1790     | 0          | —     | —      | —          | —     | —      | —          | –     | –       | –          | –     | –       | –          | –     | –      | –          | –     | –      | –          | –     | –      | –          | –     | –      | –          | –     | –      | –          |
| Izquierda Unida (IU)-Valladolid Toma la Palabra (VTLP)-Partido Comunista de España (PCE) | 9,00  | 14 448 | 2          | 10,47 | 17 649   | 3          | 13,40 | 22 329   | 4          | 10,51 | 17 727 | 3          | 5,89  | 10 727 | 1          | 5,33  | 10 264  | 1          | 7,70  | 13 357  | 2          | 13,80 | 26 788 | 4          | 10,57 | 16 192 | 3          | 5,67  | 9587   | 1          | 5,49  | 8419   | 1          | 13,06 | 15 722 | 4          |
| Ciudadanos (CS)                                                                          | 2,00  | 3226   | 0          | 12,58 | 2116 209 | 3          | 7,63  | 1216 706 | 2          | —     | —      | —          | —     | —      | —          | –     | –       | –          | –     | –       | –          | –     | –      | –          | –     | –      | –          | –     | –      | –          | –     | –      | –          | –     | –      | –          |
| Sí Se Puede Valladolid (SÍVA)                                                            | —     | —      | —          | —     | —        | —          | 9,96  | 16 598   | 3          | —     | —      | —          | –     | –      | –          | —     | —       | —          | –     | –       | –          | –     | –      | –          | –     | –      | –          | –     | –      | –          | –     | –      | –          | –     | –      | –          |
| Centro Democrático y Social (CDS)-Unión de Centro Democrático (UCD)                      | –     | –      | –          | –     | –        | –          | –     | –        | –          | –     | –      | –          | –     | –      | –          | 0,32  | 624     | 0          | 0,56  | 967     | 0          | –     | –      | –          | 5,29  | 8108   | 1          | 23,43 | 39 606 | 7          | 4,22  | 6482   | 0          | 27,89 | 33 582 | 9          |
| Independiente                                                                            | –     | –      | –          | –     | –        | –          | –     | –        | –          | –     | –      | –          | –     | –      | –          | –     | –       | –          | –     | –       | –          | –     | –      | –          | –     | –      | –          | –     | –      | –          | –     | –      | –          | 7,62  | 9174   | 2          |

## Evolución de la deuda viva municipal
El concepto de deuda viva contempla sólo las deudas con cajas y bancos relativas a créditos financieros, valores de renta fija y préstamos o créditos transferidos a terceros, excluyéndose, por tanto, la deuda comercial.
| Gráfica de evolución de la deuda viva del Ayuntamiento entre 2008 y 2023                             |
| |
| Deuda viva del Ayuntamiento de Valladolid, en miles de euros, según datos del Ministerio de Hacienda |

## Distinciones concedidas
El pleno del consistorio aprueba la concesión de la Medalla de Oro de Valladolid.